# Amtsgericht Wetzlar

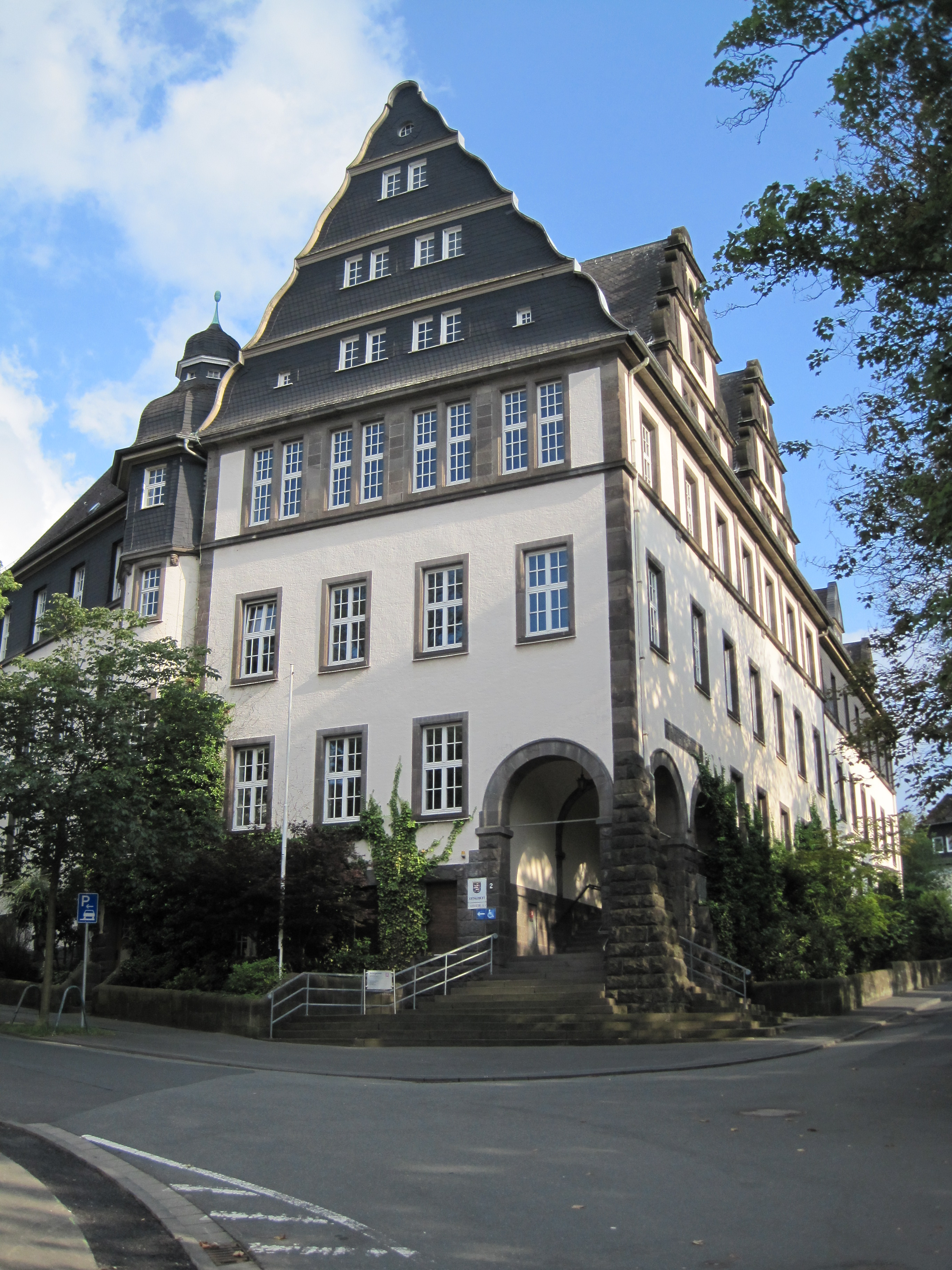
Gebäude A

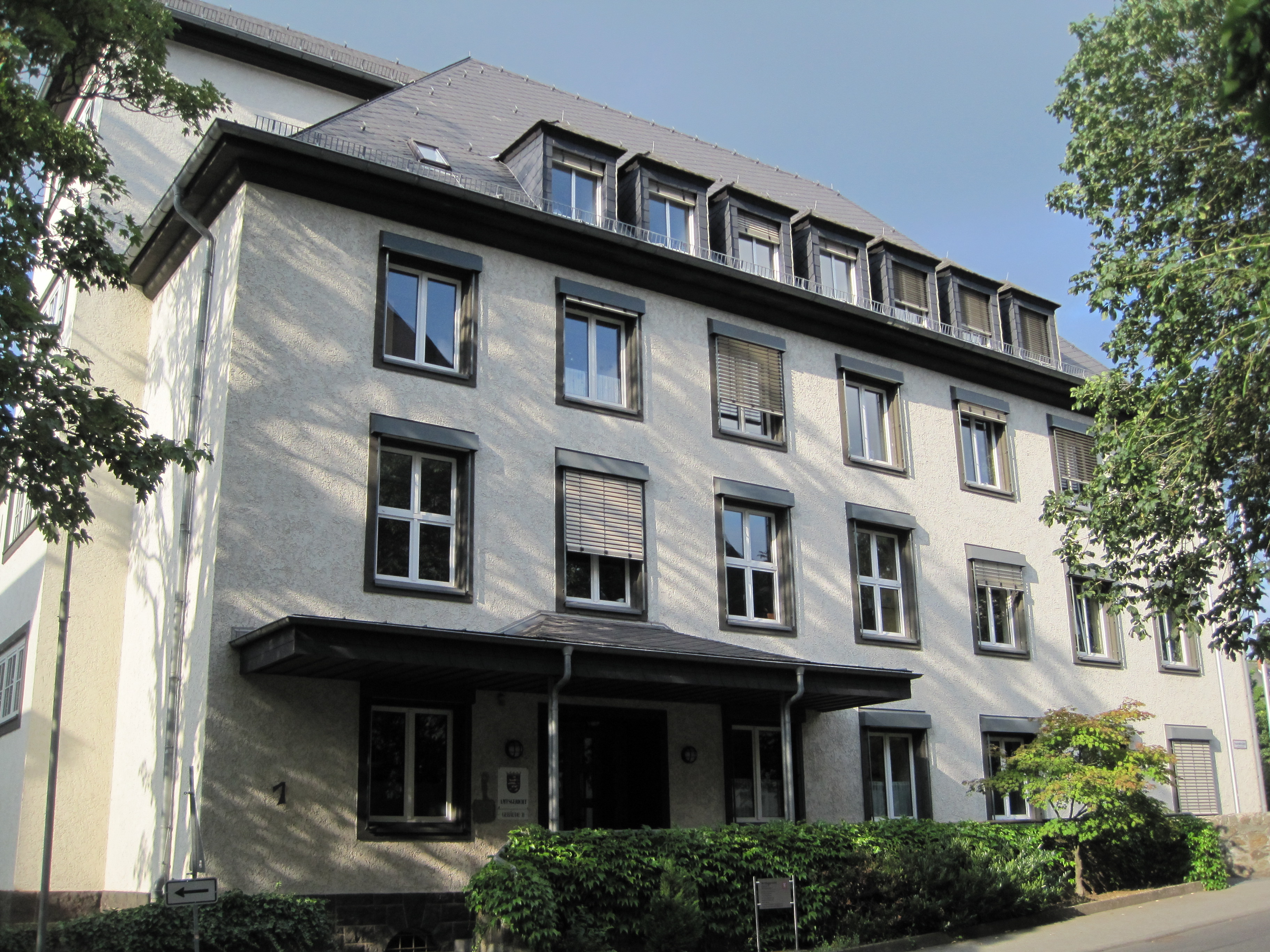
Gebäude B

Das Amtsgericht Wetzlar ist ein Gericht der ordentlichen Gerichtsbarkeit im hessischen Wetzlar und eines von vier Amtsgerichten im Bezirk des Landgerichts Limburg.

## Gerichtssitz und Gerichtsbezirk

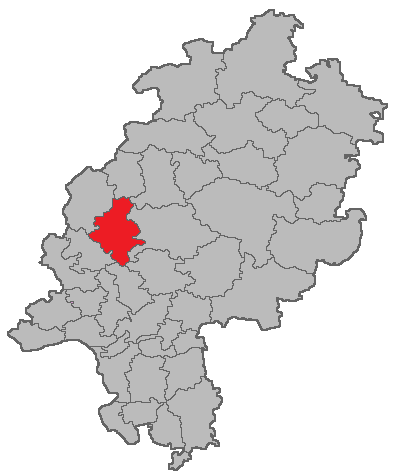
Lage des Amtsgerichtsbezirks Wetzlar in Hessen

Seinen Sitz hat das Gericht in der Wertherstraße 1 und 2 in Wetzlar. Der Gerichtsbezirk umfasst die Gemeinden Aßlar, Bischoffen, Braunfels, Ehringshausen, Hohenahr, Hüttenberg, Lahnau, Leun, Schöffengrund, Solms, Waldsolms und Wetzlar.

## Gebäude
Das denkmalgeschützte Dienstgebäude A in der Wertherstraße 2 wurde 1909–1911 zusammen mit einem Gefängnis errichtet. Das Gerichtsgebäude hat einen etwa V-förmigen Grundriss und drei Geschosse. Der Vorentwurf stammte von dem Baubeamten Paul Thoemer im preußischen Ministerium der öffentlichen Arbeiten, der eine ganze Reihe von Gerichtsgebäuden in Preußen entworfen hat. Die Gesamtkosten des Baus von Gericht, Gefängnis und Dienstgebäuden lagen bei 333.500 Mark.

## Geschichte
Mit dem am 1. Oktober 1879 in Kraft getretenen Deutschen Gerichtsverfassungsgesetz vom 27. Januar 1877 wurde das bestehende Kreisgericht Wetzlar aufgehoben und der Kreis Wetzlar in drei Amtsgerichtsbezirke aufgeteilt. Dies waren das Amtsgericht Ehringshausen, das Amtsgericht Braunfels und das Amtsgericht Wetzlar.

## Richter
- Ludwig Raab (Amtsgerichtsrat von 1900 bis 1923)[3]